# NGC 7069
NGC 7069 (другие обозначения — PGC 66807, UGC 11747, MCG 0-54-19, ZWG 375.40) — галактика в созвездии Водолей.
Этот объект входит в число перечисленных в оригинальной редакции «Нового общего каталога».